# 始太古代
始太古代（Eoarchean），是太古宙第一个代，也是地球形成固态地壳后首先有地质记录的年代。它自40亿年前冥古宙结束后持续了4亿年，到36亿年前结束。地球的生命起源大致在这一时期，蓝菌门生物明确生存的时间可追溯至35亿年前。这时地球大气层中几乎没有氧，气压约在10到100巴之间（现代的10到100分之一）。:26:E821–30:3–33

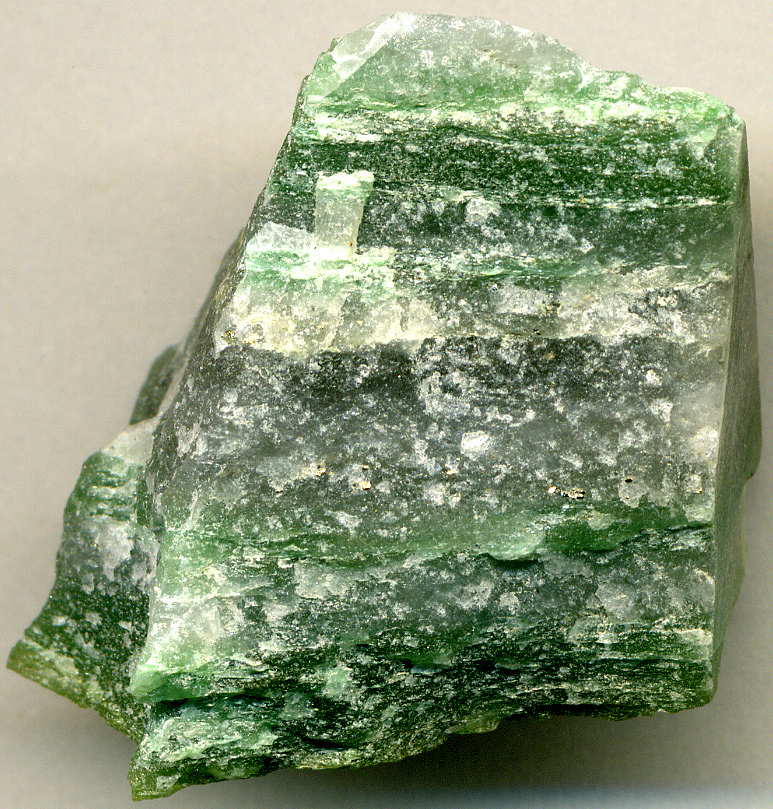
始太古代（38亿年前）铌铁矿样本（铬云母-石英片麻岩），采自格陵兰Nuup Kangerlua。

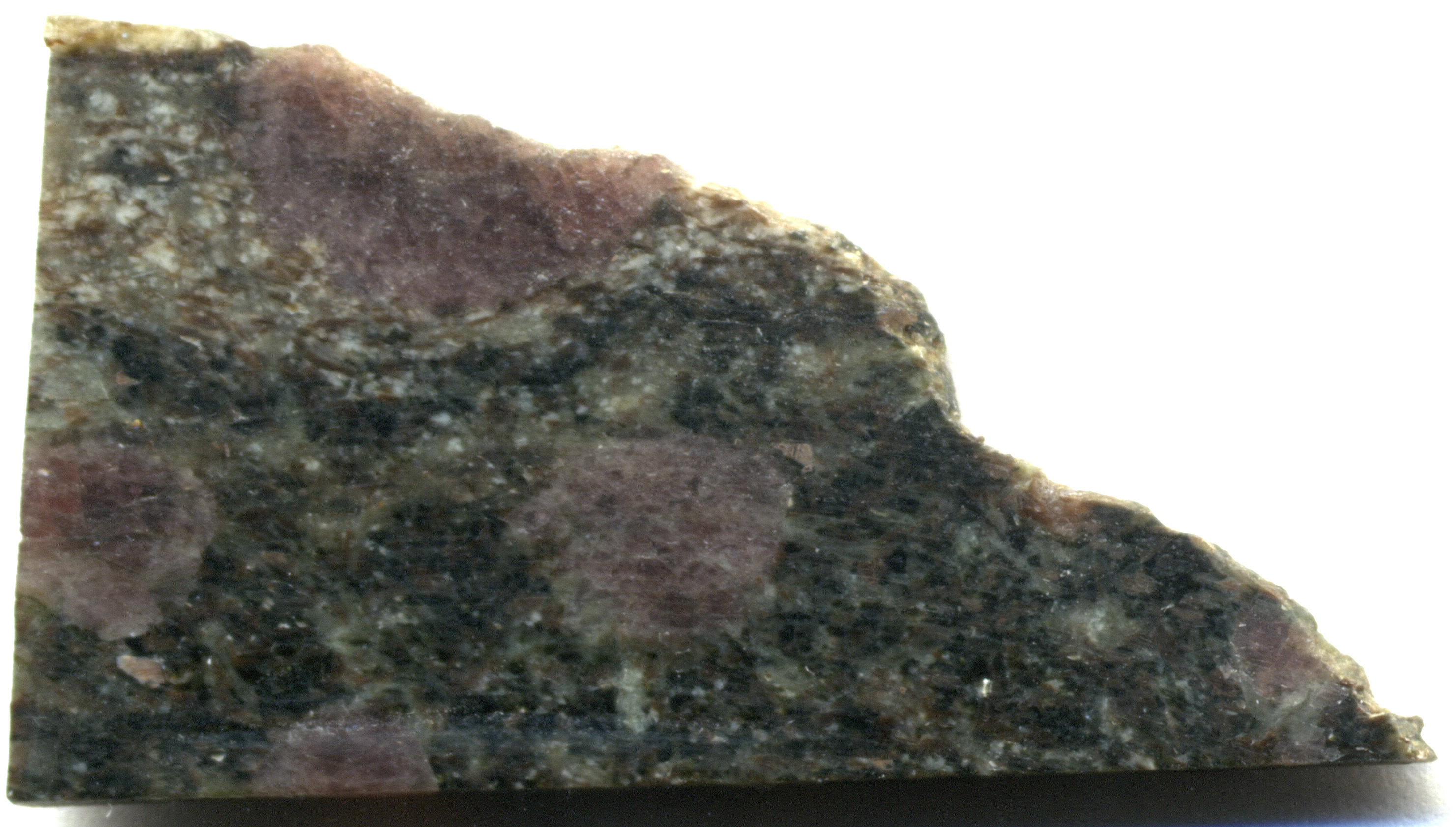
石榴子石副片麻岩，加拿大Nuvvuagittuq绿岩带中，為地球已知最老的岩石（42.8亿年）。

## 年代顺序
始太古代最早被非正式地称为“早太古代”（已弃用）。
国际地层委员会现在认证始太古代是太古宙的第一部分，这一时期地球刚从熔融的状态冷却下来。
始太古代下界或起点被国际地层委员会定义为40亿年前。
瓦巴拉大陆在始太古代末约36亿年前出现。

## 地质
在始太古代，地球首次形成固态地壳，不过并不完全，在其表面可能仍存在岩浆。始太古代的开端由内太阳系一次重大小行星撞击事件标记：即后期重轰炸期。始太古代规模最大的成岩是格陵兰西南岸的伊苏阿绿岩带，它在38亿年前开始形成。加拿大地盾的阿卡斯塔片麻岩年代约为4031 Ma，是现存最古老的成岩。在2008年，魁北克北部的Nuvvuagittuq绿岩带发现了年代约为4280Ma的成岩。:1828–1831These formations are presently under intense investigation.:150–163

## 大气
38.5亿年前的格陵兰磷灰石显示碳12浓度增加。这使得人们怀疑38亿年之前是否有光合作用生物存在。

## 建议的次级分类
- 始太古代— 4031–3600 Mya
  - 阿卡斯塔纪— 4031–3810 Mya
  - 伊苏阿纪— 3810–3600 Mya[10]:359-365

## 阅读更多
- Egel, R.; Lankenau, D.-H.; Mulkidjanian, A. Y. . Berlin Heidelberg: Springer-Verlag. 2011: 1–366  [2021-11-05]. ISBN 978-3-642-21624-4. doi:10.1007/978-3-642-21625-1. （原始内容存档于2012-12-14）.